# Jan Heylen
Jan Heylen, född den 1 maj 1980 i Geel är en belgisk racerförare.